# Росс Вейлз
Росс Вейлз (англ. Ross Wales, 17 жовтня 1947) — американський плавець.
Призер Олімпійських Ігор 1968 року.
Призер Панамериканських ігор 1967 року.